# Harriet Bates
Harriet Leonora Vose Bates (ur. 1856, zm. 13 marca 1886 w Bostonie) – poetka amerykańska, znana pod pseudonimem Eleanor Putnam. Jest autorką między innymi tomu opowiadań Old Salem, który opublikował jej mąż, Arlo Bates.